# Louis Lémery
Pour les articles homonymes, voir Lémery.
Louis Lémery, né le 25 janvier 1677 à Paris et mort le 9 juin 1743 à Paris, est un médecin, botaniste et chimiste français.

## Biographie
Fils du médecin et chimiste Nicolas Lémery, il fait des études de médecine et obtient son titre de docteur en 1698. En 1700, il entre à l'Académie des sciences, où il est formé en botanique par Joseph Pitton de Tournefort et en chimie par son père, avant d'y devenir associé chimiste en 1712, puis pensionnaire chimiste en 1715.
Il publie en 1702 son Traité des aliments, où l'on trouve la différence et le choix qu'on doit faire de chacun d'eux en particulier et en 1704 une Dissertation sur la nourriture des os, où l'on explique la nature et l'usage de la moelle, avec trois lettres sur le livre de génération des vers dans le corps de l'homme. En 1706, il découvre une méthode de préparation de l'Arbre de Mars.
Il obtient la chaire de pharmacie à la Faculté de médecine, puis exerce comme médecin à l'Hôtel-Dieu de Paris de 1710 jusqu'à sa mort. De 1722 à 1743, il est aussi médecin auprès de Louis XV et de la princesse de Conti. Il occupe la chaire de chimie au Jardin du roi de 1731 à 1743.

## Publications[1]
- Traité des aliments où l’on trouve par ordre et séparément la différence et le choix qu’on doit faire de chacun d’eux en particulier, les bons et les mauvais effets qu’ils peuvent produire, les principes en quoi ils abondent..., Paris : J.-B. Cusson et P. Witte, 1702, in-8°, 544 p. ; 2e éd., Paris : P. Witte, 1705 et 1709, in-12, XIV-XXXVI-562 p. ; 3e éd. (revue, corrigée et augmentée sur la seconde de l’auteur, par M. Jacques-Jean Buhier ; ouvrage accompagné d’une Dissertation sur la nourriture des os, où l’on explique la nature et l’usage de la moëlle...), Paris : Durand, 1755, 2 vol. in-12 ou in-8°
- ouvrage traduit en anglais en 1745 (A Treatise of all sorts of foods, both animal and vegetable, also of drinkables... written originally in French by the learned M. L. Lemery,... translated by D. Hay,... to which is added an Introduction treating of food in general, 3e éd., Londres : W. Innys, T. Longman et T. Shewell, 1745, in-12, XII-372 p.)

## Famille
- Nicolas Lémery (1645-1715), associé chimiste de l'Académie royale des sciences, en 1699, puis pensionnaire chimiste en 1699 et pensionnaire vétéran en 1715, marié avec Magdelaine Belanger,
  - Louis Lémery (1677-1743), élève botaniste de Tournefort à l'Académie royale des sciences, en 1700, puis élève chimiste de Nicolas Lémery en 1702, associé chimiste en 1712, pensionnaire chimiste en 1715, marié en 1706 avec Marie Chapotot,
  - Jean, appelé Jacques Lémery par les biographes (1678-1721), dit Lémery le cadet ou le jeune, il remplace son frère comme élève chimiste, le 27 août 1712, membre associé de l'Académie royale des sciences en 1715 quand son frère devient pensionnaire[2],
  - Pierre Lémery de Préfont (1681- ), juriste puis chimiste, mais choisit d'être militaire. Il est capitaine d'infanterie à la mort de son père. Il quitte l'armée en 1719 et achète une charge de valet de garde-robe de Louis XV.